# 库尔 (洛特-加龙省)
库尔（法語：Coulx）是法国洛特-加龙省的一个市镇，属于马尔芒德区（Marmande）洛特河畔卡斯泰尔莫龙县（Castelmoron-sur-Lot）。该市镇总面积16.32平方公里，2009年时的人口为236人。

## 人口
库尔人口变化图示